# Найсильніша людина Британії
Найсильніша Людина Британії або скорочено НЛБ (англ. Britain's Strongest Man або BSM) — щорічні змагання серед ломусів що проводять у Сполученому Королівстві з 1979 року. Є одним з кваліфікаційний шоу до змагання Найсильніша Людина Світу.

## Історія
Перші в історії змагання були проведені у 1979 році за сприяння TWI. Показ події був забезпечувало БіБіСі. Першим переможцем змагань став Джефф Кейпс. Тоді окрім нього на звання чемпіона претендували такі спортсмени як: Джим Уайтхед, важкоатлет Енді Джевецький, паверліфтер Рей Нобіл, Білл Андерсон та Ґрант Андерсон, борець Великий Пет Роуч та Точер Кілінґбек. В такому порядку змагання тривало до 1984 року. З 1985 і аж до 1988 року тривала перерва. За час перерви було проведено кілька інших заходів на кшталт Найбільш Сильної Людини Британії у 1986 або Випробування На Силу що було улаштовано Джеффом Кейпсом та Девідом Вебстером. Згодом, у 1989 році було вирішено продовжити проведення Найсильнішої Людини Британії. Після створення в середині дев'яностих років МФЛ опікувалося проведенням події. Після проведення чергових змагань у 2004 році TWI оголосила що більше не причетна до НЛБ. Нині улаштуванням змагань опікується американська компанія Met-Rx.

## Призери
| Рік       | Переможець              | 2 місце                   | 3 місце                     | Місце проведення        |
| --------- | ----------------------- | ------------------------- | --------------------------- | ----------------------- |
| 1979      | Джефф Кейпс             | Білл Андерсон             |                             | Вокінг                  |
| 1980      | Річард Слейні           | Джек Гайнд                |                             | Лондон                  |
| 1981      | Джефф Кейпс             | Геміш Девідсон            | Річард Слейні               | Лондон                  |
| 1982      | Річард Слейні           | Геміш Девідсон            | Енді Джевецький/ Пітер Уелч | Брайтон                 |
| 1983      | Джефф Кейпс             | Джек Гайнд                | Джон Бернс                  | Ноттінгем               |
| 1984      | Алан Кросслі            | Піт Танкред та Пітер Уелч | Піт Танкред та Пітер Уелч   | Телфорд                 |
| 1985      | Змагання не проводилися | Змагання не проводилися   | Змагання не проводилися     | Змагання не проводилися |
| 1986 BMPM | Піт Танкред             | Пітер Девіс               | Джо Волкер                  | Еппінгський ліс         |
| 1987      | Змагання не проводилися | Змагання не проводилися   | Змагання не проводилися     | Змагання не проводилися |
| 1988 JSTS | Джеймі Рівз             | Марк Гіґґінс              | Пітер Треґлоан              | Тадкастер               |
| 1989      | Джеймі Рівз             |                           |                             |                         |
| 1990      | Адріан Сміт             | Ґері Тейлор               |                             |                         |
| 1991      | Ґері Тейлор             |                           |                             |                         |
| 1992      | Джеймі Рівз             |                           |                             |                         |
| 1993      | Форбс Коуен             | Ґері Тейлор               |                             |                         |
| 1994      | Білл Піттук             |                           |                             |                         |
| 1995      | Форбс Коуен             | Ґері Тейлор               | Джеймі Барр                 | Ґейтсхед                |
| 1996      | Ґері Тейлор             |                           |                             |                         |
| 1997      | Роб Діксон              | Ґленн Росс                | Ґері Тейлор                 |                         |
| 1998      | Джеймі Рівз             | Росс Бредлі               | Ґленн Росс                  |                         |
| 1999      | Ґленн Росс              | Стів Брукс                | Джеймі Барр                 | Олтон                   |
| 2000      | Ґленн Росс              | Стів Брукс                | Браян Белл                  | Олтон                   |